# Église Stella-Maris de Porto Cervo
L'église Stella-Maris (Stella Maris : étoile de mer en latin, un des titres donnés à Marie (mère de Jésus)) est une église catholique œcuménique du XXe siècle de style méditerranéen / architecture byzantine, à Porto Cervo en Sardaigne en Italie. 

## Historique
Cette église originale est construite au sommet d'une colline / falaise, et bénéfice d'une vue panoramique privilégiée sur la marina, le port de plaisance et le golfe de Porto Cervo. 

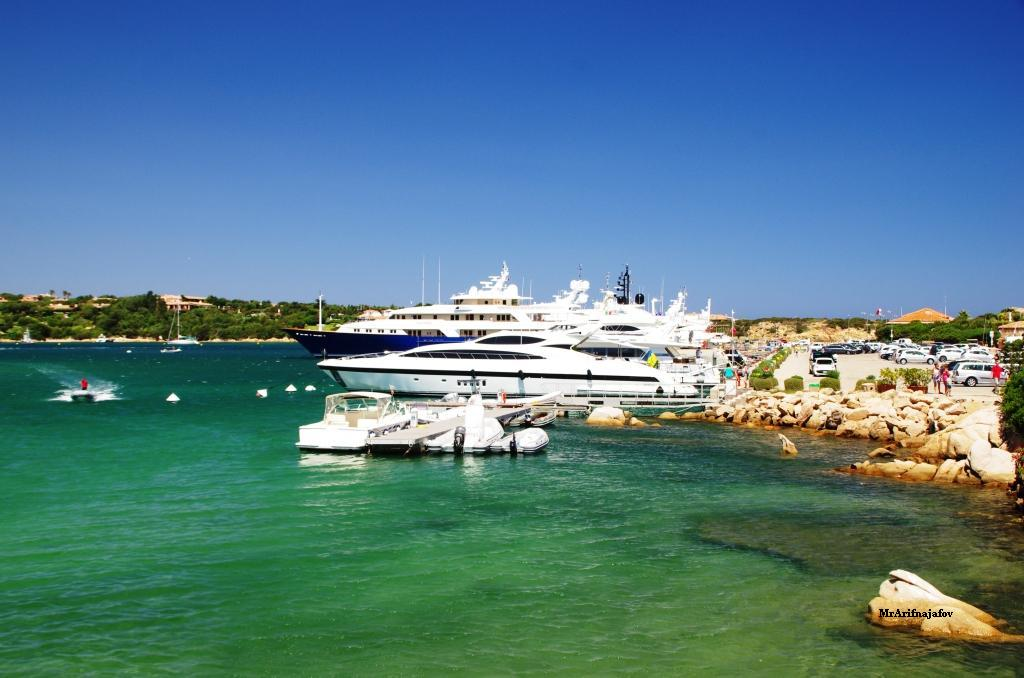
Côte d’émeraude de Porto Cervo
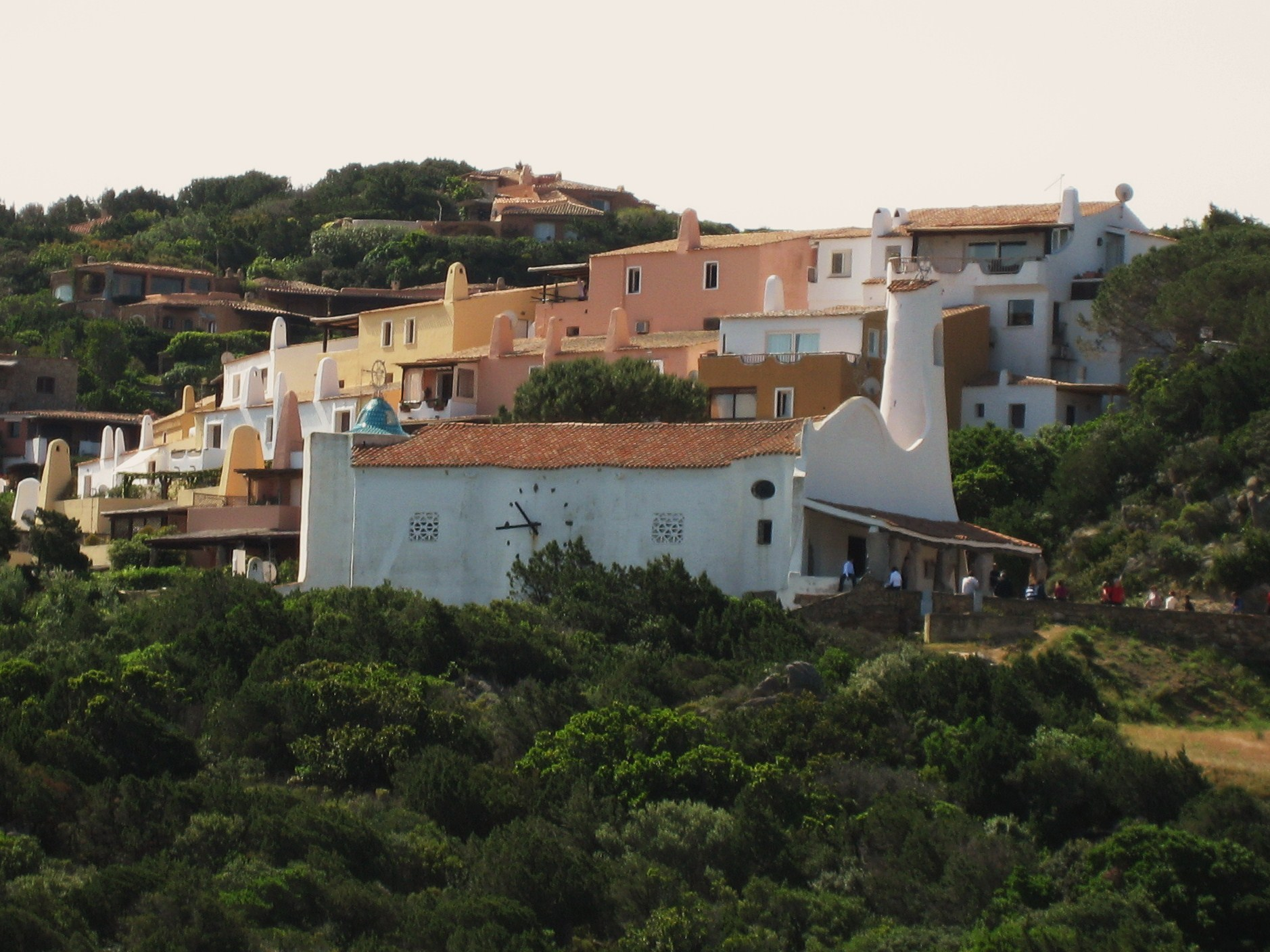
Vue depuis Porto Cervo
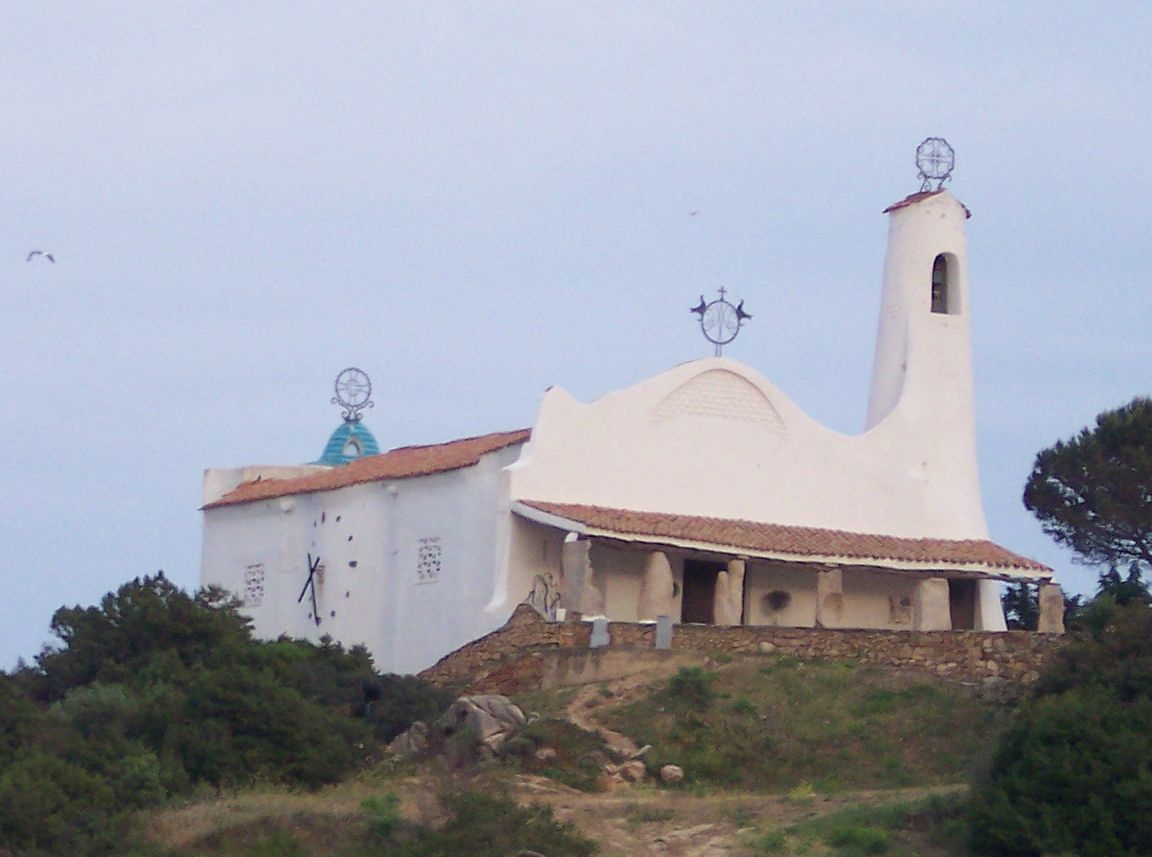

Elle est construite entre 1968 et 1969, par l'architecte urbaniste italien Michele Busiri Vici (considéré comme le père de l'architecture méditerranéenne) en même temps qu'un très important et luxueux programme de promotion immobilière des années 1960 (dont Porto Cervo), commandité par le milliardaire chef religieux imam musulman ismaélien Karim Aga Khan IV, sur toute la Costa Smeralda (côte d’Émeraude). 

### Architecture
La simplicité architecturale de l’église contraste avec le grand luxe des yachts de la marina et avec la vie de la jet set locale. Son style original est inspiré de la culture nuragique traditionnelle des origines de l'histoire de la Sardaigne, et par l'architecture traditionnelle des îles Grecques / architecture byzantine du christianisme orthodoxe avec :
- Deux nefs
- Sol en granit
- Charpente de genévrier
- Murs inégaux arrondis, blanchis à la peinture à la chaux
- Toiture en tuile méditerranéenne (dont un toit arrière en tuile vernissée bleu-vert turquoise, entre ciel et mer)
- Porche avec six colonnes monumentales monolithiques en granit (rapport aux menhirs des origines de l’île)

### Art chrétien et mobiliers d’artistes
L'église est décorée par de nombreuses œuvres d'art chrétien et mobiliers d'artistes dont :
- Un portrait de Mater dolorosa (mère de douleur) du peintre El Greco (offert par la sœur du collectionneur d'art allemand Heinrich Thyssen, famille de la Bégum Inaara Aga Khan, épouse de Karim Aga Khan IV)
- Sculptures, mobiliers et portes en bronze avec bas-reliefs de l'Annonciation, du sculpteur Luciano Minguzzi (it)
- Bancs en genévriers locaux
- Orgue d'un maître napolitain du XVIIe siècle
- Barreaux de fenêtres et objets divers en ferronnerie
- Horloge monumentale extérieur lisible depuis le port